# Franz Ignaz Oefele
Franz Ignaz Oefele, né le 26 juin 1721 à Posen et mort le 18 septembre 1797 à Munich, est un peintre et aquafortiste allemand.

## Biographie
Franz Ignaz Oefele naît le 26 juin 1721 à Posen. Jeune cousin de l'historien et bibliothécaire munichois Andreas Felix von Oefele, il est le fils du petit horloger Sebastian Oefele de Schrobenhausen en Bavière. Son père étant mort alors qu'il n'a que six mois, Franz Ignaz Oefele est élevé par son oncle, un brasseur de bière de Landsberg am Lech.
Franz Ignaz Oefele apprend les bases de l'art à Landsberg sous Simon Maier (de) et arrive ensuite à Augsbourg chez Gottfried Bernhard Götz. Plus tard, il se forme à Munich chez le peintre de la cour de l'électeur Balthasar Augustin Albrecht (de).
Après avoir travaillé quelque temps encore chez différents artistes bavarois, il se rend à Venise, où Giuseppe Nogari le prend en charge et fait son portrait en 1758 (Franz Xaver Jungwirth grave ce tableau en 1765). Il y reste six ans et étudie encore à Rome chez un peintre anglais "Johann Barca", comme on l'appelle. Après un séjour de huit ans en Italie, Franz Ignaz Oefele retourne à Munich, où le prince électeur Maximilien III le nomme peintre de cour et, après la fondation de l'Académie des beaux-arts, devient professeur dans cette même académie.
Franz Ignaz Oefele meurt le 18 septembre 1797 à Munich, laissant sa famille dans une situation difficile.

## Œuvre

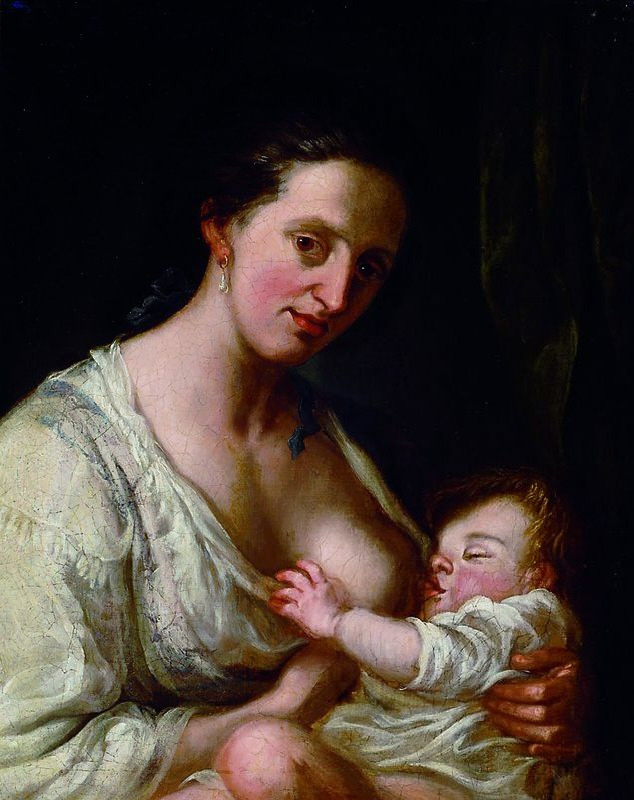
Mère allaitant (1789).

Franz Ignaz Oefele acquiert un grand renom par des peintures qui rappellent la manière de Jouvenet. Les tableaux qui lui font le plus d'honneur sont une Assomption de la Vierge, gravée par Andreas Seidl, qu'on voit à l'église San-Cajetan, à Munich, et la Flagellation du Christ, popularisée par la gravure de Jungwirth. Franz Ignaz Oefele peint en outre un grand nombre de portraits, parmi lesquels on cite celui du roi de Bavière et de deux jeunes filles dans le même cadre.
Franz Ignaz Oefele était un peintre compétent, sa couleur est assez forte, son dessin un peu doux mais solide ; en général, il était encore un rejeton de l'ancienne école italienne, telle qu'elle s'était développée progressivement à partir des Carraccistes, mais le classicisme qui s'était introduit à son époque ne l'avait pas non plus laissé indifférent ; il représente ainsi une sorte d'artiste de transition, avec cependant une plus grande affection pour la manière antérieure. Ses traits dans le portrait de Nogari mentionné plus haut sont ouverts et séduisants. Franz Ignaz Oefele a peint des tableaux d'autel, des tableaux de chevalet et des portraits ; il a notamment réalisé en 1780 pour la prévôté de Mattikofen le chœur gravé à l'eau-forte par Andreas Seidl, un Eccehomo et un Christ dévêtu pour la flagellation pour le monastère de Polling, un Christ avec la Samaritaine au puits pour l'église de Winhöring, etc. Dans la sacristie de l'église des Théatins à Munich, on peut voir le genou grandeur nature de la princesse électrice Henriette-Adélaïde de Savoie, et dans la galerie de Schleißheim, l'autoportrait de l'artiste (de 1791). Jungwierth a gravé sur cuivre ses portraits de B. A. Albrecht, son professeur (peint en 1765), Matthias Ettenhueber (1770), J. B. Straub, sculpteur, (1779), et Söckler celui de l'académicien Ferdinand Sterzinger (de) (1775). On connaît également quelques gravures d'Franz Ignaz Oefele, comme les tableaux de Pollinger cités plus haut, ainsi qu'une feuille intitulée la fille de Dibutade à Corinthe dessine l'ombre de son amant sur le mur, etc.